# Llandysul
Llandysul (wymowaⓘ) – miasto w zachodniej Walii, w hrabstwie Ceredigion, na granicy z hrabstwem Carmarthenshire, nad rzeką Teifi. W 2011 roku liczyło 1484 mieszkańców.
Najstarszą zachowaną budowlą w mieście jest kościół świętego Tysula z XIII wieku. W XIX wieku miasto było ośrodkiem przemysłu włókienniczego. Jest ośrodkiem uprawiania wędkarstwa (troć, łosoś) i kajakarstwa.